# Antianthe expansa
Antianthe expansa är en insektsart som beskrevs av Ernst Friedrich Germar. Antianthe expansa ingår i släktet Antianthe och familjen hornstritar. Utöver nominatformen finns också underarten A. e. humilis.